# Грегориус, Диди
Мариксон Джулиус «Диди» Грегориус (нидерл. Mariekson Julius «Didi» Gregorius, 18 февраля 1990, Амстердам) — нидерландский бейсболист, шортстоп клуба Главной лиги бейсбола «Филадельфия Филлис». Победитель Кубка мира 2011 года в составе сборной Нидерландов. Рыцарь ордена Оранских-Нассау.

## Биография
Диди родился в Амстердаме в семье Йоханнеса Грегориуса и Шерицы Строп. Его отец работал плотником и играл на позиции питчера за клуб «Амстердам Пайрэтс». Мать выступала за сборную Нидерландов по софтболу. В возрасте пяти лет он начал играть в ти-бол. Позднее Диди вместе с семьёй переехал на Кюрасао. Грегориус владеет четырьмя языками — английским, нидерландским, испанским и папьяменто.
В 2006 году во время выступления на молодёжном турнире в Гааге, Диди попал в поле зрения скаутов клуба «Цинциннати Редс». В следующем году он подписал с клубом контракт как международный свободный агент, предпочтя «Редс» предложениям от «Сан-Диего Падрес» и «Сиэтл Маринерс». Ключевым при принятии решения стало желание руководства «Цинциннати» сразу заиграть игрока в системе клуба. В сезоне 2008 года Диди начал выступления за «Галф-Кост Редс». Затем выступал за «Биллингс Мустангс», «Сарасота Редс» и «Дейтон Дрэгонз».
Начало сезона в 2011 году Грегориус пропустил из-за проблем с почками. После лечения он играл за «Бейкерсфилд Блейз» и «Каролину Мадкэтс». В октябре в составе сборной Нидерландов Грегориус стал победителем Кубка мира, за что вместе с партнёрами по команде был награждён орденом Оранских-Нассау. После завершения сезона «Редс» включили Диди в расширенный состав команды чтобы защитить его на декабрьском драфте. Сам же он поехал в Австралию, где провёл 36 матчей за «Канберру Кавалри» в сезоне 2010/11.
Сезон 2012 года он начал в составе клуба «Пенсакола Блю Уахус» в Южной лиге, а в середине сезона его перевели в AAA-лигу в «Луисвилл Бэтс». 1 сентября, после расширения ростера, «Редс» вызвали Грегориуса в главную команду. 5 сентября Диди дебютировал в МЛБ. После завершения сезона руководство клуба посчитало, что он уступает на своей позиции Заку Козарту. В результате трёхстороннего обмена с участием «Кливленда» Диди перешёл в «Аризону Даймондбэкс».
Сезон 2013 года он начал в младших лигах, но уже 18 апреля был вызван в основной состав «Аризоны» после травмы Аарона Хилла. В первом выходе на биту за «Даймондбэкс» Диди выбил хоум-ран. Всего в чемпионате он сыграл в 103 матчах, потеряв часть игрового времени из-за слабой игры против питчеров-левшей. Весной 2014 года на предсезонных сборах Грегориус конкурировал за место в основе команды с перспективным Крисом Оуингсом. Тренерский штаб сделал выбор в пользу Оуингса и начало сезона Диди провёл в «Рино Эйсиз». В состав он вернулся в июне, когда из-за травмы выбыл Клифф Пеннингтон. В оставшейся части сезона Грегориус и Оуингс делили игровое время поровну.

### Нью-Йорк Янкис
Пятого декабря 2014 года в результате обмена между «Аризоной», «Детройтом» и «Янкис», Грегориус перешёл в «Нью-Йорк», заменив в составе клуба завершившего карьеру Дерека Джитера. За ньюйоркцев он дебютировал в стартовой игре сезона 2015 года. Всего в регулярном чемпионате он провёл 155 матчей и по итогам года занял второе место в голосовании, определявшем обладателя Золотой перчатки, уступив только Алсидесу Эскобару. В 2016 году Диди сыграл в 153 матчах регулярного чемпионата.
Старт сезона 2017 года Грегориус пропустил из-за травмы, полученной в матчах Мировой бейсбольной классики. В состав команды он вернулся 28 апреля. В июне Диди вошёл в число кандидатов на участие в Матче всех звёзд МЛБ. В сентябре он побил клубный рекорд для шортстопов по числу хоум-ранов за сезон. В игре за уайлд-кард против «Миннесоты» Грегориус выбил трёхочковый хоум-ран, сравняв счёт в нижней части первого иннинга. В решающей пятой игре Дивизионной серии Американской лиги против «Кливленда» Диди выбил два хоум-рана, принеся победу своей команде. В 2018 году Грегориус сыграл в 132 матчах регулярного чемпионата, отбивая с эффективностью 26,8 % и выбив 27 хоум-ранов. В августе он пропустил шестнадцать матчей из-за ушиба пятки, а 23 сентября травмировал запястье. Во второй игре Дивизионной серии Американской лиги игрок получил травму правого локтя, потребовавшую операции. Реабилитация заняла восемь месяцев. В основной состав «Янкис» Грегориус вернулся в июне 2019 года. Его показатель отбивания по итогам регулярного чемпионата составил 23,8 %. После окончания сезона клуб отказался от возможности продления контракта с игроком ещё на сезон с зарплатой 17,8 млн долларов. Грегориус покинул «Янкис» в статусе свободного агента.

### Филадельфия Филлис
В декабре 2019 года Грегориус заключил однолетний контракт на сумму 14 млн долларов с клубом «Филадельфия Филлис». В сокращённом сезоне 2020 года он принял участие во всех 60 матчах команды, отбивая с показателем 28,4 %. В январе 2021 года он подписал с командой новый двухлетний контракт на сумму 28 млн долларов.